# 355e régiment d'infanterie (France)
Pour les articles homonymes, voir 355e régiment.
Le 355e régiment d'infanterie (355e RI) est un régiment d'infanterie de l'Armée de terre française constitué en 1914 avec les bataillons de réserve du 155e régiment d'infanterie. Il est dissous en 1919, à l'issue de la Première Guerre mondiale.

## Création et différentes dénominations
- août 1914 : 355e régiment d'infanterie
- mai 1919 : dissolution

## Historique des combats et batailles du355eRI

### Première Guerre mondiale

#### Affectations
- 56e division d'infanterie d'août 1914 à janvier 1917
- 127e division d'infanterie de janvier 1917 à novembre 1918

### 1914
- Bataille de l'Ourcq (1914)
- Bataille de l'Aisne (1914)

### 1916
- Bataille de Verdun (1916)

### 1917
- Bataille de l'Aisne (1917)
- Bataille du Chemin des Dames
- 15 avril : Bataille du Chemin des Dames.

### 1918
- Bataille de l'Avre

### 1919
Le régiment est dissous le 1er mai 1919.

## Drapeau
Il porte, cousues en lettres d'or dans ses plis, les inscriptions suivantes :
- L'Ourcq 1914
- L'Aisne 1914-1917
- L'Avre 1918

## Personnages célèbres ayant servi au355eRI
- René Demeurisse (1895-1961), en 1914
- Marius Plateau (1886-1923), en 1914
- Frédéric Ruby (1883-1970), en 1904

## Livre d'or
Quelques lignes du livre d'or précise les faits héroïques conduits par Marius Plateau,:
« Le sergent Marius Plateau, 22e compagnie du 355e régiment, le 20 septembre 1914, à Vaux-sous-Fontenoy, le 6e bataillon du 355e (commandant Mermet) déjà très éprouvé (il lui reste quatre officiers et cinq cents hommes) est appelé à venir à l'aide d'unités voisines.

Il faut offrir une cible aux mitrailleuses allemandes pour détourner leurs feux et permettre ainsi au bataillon de franchir une zone battue pour tourner la position ennemie.

À la tête de ses hommes, qu'il enlève par son commandement énergique et entraînant, qu'il galvanise par l'exemple de son ardeur, le sergent Plateau quitte le fossé d'une lisière de bois, fait irruption sur un glacis, sa chaîne de tirailleurs, en plein champs, face à l'ennemi, et attire l'acharnement du feu.

Frappé d'une balle à la tête, l'héroïque sergent est laissé pour mort sur le terrain. Trente de ses hommes sont tués ou blessés. Grâce au sacrifice de ces braves, le bataillon passe.

Défilé aux vues de l'ennemi, il se masse pour l'assaut.

Les Allemands, attaqués à revers, sur leur flanc droit, sont chassés, à la baïonnette, de l'éperon nord de Port-Fontenoy, position tactique de haute importance.

L'ennemi laissait sur le terrain cinquante morts. »

### Sources et bibliographie
- Historique du 355e régiment d'infanterie pendant la guerre 1914-1918, Paris, Imprimerie Berger-Levrault, 1920, 26 p. (lire en ligne).
- Jacques Terrasse, Avant l'oubli: l'histoire vécue du 355e régiment d'infanterie, Grand Guerre 1914-18, Impr. Don-Bosco, 1964 (lire en ligne).